# Didmarton
Didmarton är en ort och civil parish i Storbritannien.   Den ligger i grevskapet Gloucestershire och riksdelen England, i den södra delen av landet, 150 km väster om huvudstaden London. Didmarton ligger 137 meter över havet och antalet invånare är 415.
Terrängen runt Didmarton är huvudsakligen platt, men åt nordväst är den kuperad. Runt Didmarton är det ganska tätbefolkat, med 172 invånare per kvadratkilometer. Närmaste större samhälle är Chippenham, 16,7 km sydost om Didmarton. Trakten runt Didmarton består till största delen av jordbruksmark.